# Michael Filobok
Michael Filobok (* 13. Juli 1983 in Qaraghandy, Kasachische SSR) ist ein deutsch-kasachischer Eishockeyspieler, der momentan bei den Heilbronner Falken in der 2. Bundesliga unter Vertrag steht.

## Karriere
Michael Filobok begann seine Karriere in der Jugend des Heilbronner EC, für deren Seniorenmannschaft er in der Saison 2001/02 erste Spiele in der 2. Bundesliga absolvierte. 2003 wechselte der Stürmer in die Deutsche Eishockey Liga zu den Wölfen Freiburg, die er nach einem Jahr in Richtung Stuttgart Wizards aus der Oberliga verließ. Nach einem weiteren Jahr beim ESV Hügelsheim unterschrieb der Linksschütze einen Vertrag beim Baden-Württembergligisten EHC Eisbären Heilbronn, für den er bis 2009 auf dem Eis stand. Aufgrund einer Schulterverletzung seines jüngeren Bruders Igor Filobok, der für längere Zeit ausfiel, wurde Michael im Januar 2009 von seinem Jugendverein Heilbronner Falken unter Vertrag genommen.

## Karrierestatistik
| 2001/02                      | Heilbronner EC               | 2. BL                        | 1  | 0  | 0  | 0  | 0   | – | – | – | – | – |
| 2003/04                      | Wölfe Freiburg               | DEL                          | 42 | 1  | 1  | 2  | 18  | – | – | – | – | – |
| 2004/05                      | ESV Hügelsheim               | OL                           | 33 | 6  | 13 | 19 | 83  | – | – | – | – | – |
| 2006/07                      | EHC Eisbären Heilbronn       | BWL                          | 26 | 19 | 20 | 39 | 80  |   |   |   |   |   |
| 2007/08                      | EHC Eisbären Heilbronn       | BWL                          | 24 | 10 | 18 | 28 | 62  |   |   |   |   |   |
| 2008/09                      | EHC Eisbären Heilbronn       | BWL                          | 13 | 20 | 11 | 31 | 56  |   |   |   |   |   |
| 2008/09                      | Heilbronner Falken           | 2. BL                        | 11 | 0  | 1  | 1  | 2   | 4 | 0 | 1 | 1 | 0 |
| Baden-Württembergliga gesamt | Baden-Württembergliga gesamt | Baden-Württembergliga gesamt | 63 | 49 | 49 | 98 | 198 | 0 | 0 | 0 | 0 | 0 |
| 2. Bundesliga gesamt         | 2. Bundesliga gesamt         | 2. Bundesliga gesamt         | 12 | 0  | 1  | 1  | 2   | 4 | 0 | 1 | 1 | 0 |

(Legende zur Spielerstatistik: Sp oder GP = absolvierte Spiele; T oder G = erzielte Tore; V oder A = erzielte Assists; Pkt oder Pts = erzielte Scorerpunkte; SM oder PIM = erhaltene Strafminuten; +/− = Plus/Minus-Bilanz; PP = erzielte Überzahltore; SH = erzielte Unterzahltore; GW = erzielte Siegtore; 1 Play-downs/Relegation; Kursiv: Statistik nicht vollständig)